# 近衛篤麿
近衛 篤麿（このえ あつまろ、旧字体：近󠄁衞 篤麿󠄁、文久3年6月26日（1863年8月10日） - 明治37年（1904年）1月2日）は、明治時代の日本の政治家。五摂家筆頭・近衛家第29代当主。位階・勲等・爵位は従一位勲二等公爵。第3代貴族院議長、第7代学習院院長、帝国教育会初代会長などを歴任した。号は霞山。

## 経歴

### 生い立ち
文久3年（1863年）6月26日、左大臣・近衛忠房の長男として京都に生まれた。母は島津斉彬養女（島津久長の娘）光子とされているが、島津家の資料では「光蘭夫人（光子）篤麿養母」と記載されている。明治6年（1873年）父が家督を継いだ翌月に35歳で病没したため、祖父近衛忠煕の養子となり家督を相続した（文献によっては忠煕九男と記載）。
明治12年（1879年）に大学予備門に入学したが、病を得て退学を余儀なくされ、京都へ戻った。以後、和漢に加え英語を独学。明治17年（1884年）、華族令制定に伴い公爵に叙せられる。翌明治18年（1885年）に伊藤博文の勧めでドイツ・オーストリアの両国に留学し、ボン大学及びライプツィヒ大学に学んだ。
ヨーロッパへの船旅の途上、清仏戦争の講和会議が始まろうとしている時期であったため、台湾海峡を通過した際に澎湖島の所々に立てられたフランス国旗を目撃した。篤麿はそれについて日記に「我が国何ぞこれを対岸の火災視して可ならんや。唇亡歯寒の喩、みるべきなり。」と記し、次は日本の番だと白人帝国主義への恐怖の念を露わにしている。当時海外留学した者は西洋心酔主義者になるか逆に恐怖心から国粋主義者になる傾向があったが、篤麿は後者だった。

### 貴族院議員・議長として
明治23年（1890年）に帰国。同年に貴族院が発足すると、公爵の篤麿は自動的に終身任期の貴族院議員となった。議長の伊藤博文伯爵の代わりに仮議長を務め、会期の大部分の議長職を代行した。院内会派として同志会を結成。翌24年（1891年）に三曜会と改称、同年に月曜会も設立して同志を募った。月曜会はしばらくして自然消滅に向かったが、篤麿は同じく五摂家出身の二条基弘らと共に三曜会に属し、谷干城らが結成した懇話会と共同歩調を取り貴族院で政治活動を行った。後に三曜会が衰退すると朝日倶楽部と合併、同じく活動が低調になった懇話会とも合併し、新たに結成した土曜会に移り活動を続け、次第に政界で重要な地位を占めるようになった。貴族院で様々な活動を行ったが、政党政治家にはならず党利党略的な活動はしなかった。白柳秀湖によれば、武士階級出身者がともすれば露骨な利己主義なのに対し、公家階級出身の彼は国家的見地に立って進退したという。明治天皇は内命をもって侍従長を介し篤麿に意見があれば何事も随意に奏聞するよう命じていた。これは異例だったが、皇室と近衛家の特別な関係及び篤麿の卓越した見識が評価されたことによる。
明治24年（1891年）の大津事件でロシア皇太子ニコライが襲撃された際には貴族院を代表して皇太子を見舞った後、閣僚問責運動を起こしている。
明治25年（1892年）に貴族院議長に就任し、病気退任する明治36年（1903年）まで務めている。明治28年（1895年）には学習院院長となり、華族子弟の教育に力を注いだ。その活発な政治活動は多額の資金を要したが、収入は貴族院議長（公爵は貴族院議員としては無給）と学習院院長としての給料のみであったため常に借金をしていた。
第1次松方内閣の樺山資紀海軍大臣の「蛮勇演説」をめぐり紛糾、空転した衆議院の解散総選挙では、品川弥二郎内務大臣が主導した選挙干渉で民党側に死者25名・負傷者388名を出す惨事になり、篤麿はこれについて政府の姿勢を追及した。さらに政党についても猟官主義に走ればそれは単なる徒党にすぎないと批判した。以後、松方正義内閣、大隈重信内閣、山縣有朋内閣、伊藤博文内閣などから入閣の誘いがあったが断っている。

### アジア主義の盟主として活躍
篤麿の外交政策は、中国（当時は清）を重視したもので、特に日清戦争後は積極的に中国をめぐる国際問題に関わった。
明治26年（1893年）に東邦協会の副会頭に就任。日清戦争後、西欧列強が租借権等による中国分割の動きを激しくしていく中で危機感を抱く。明治31年（1898年）1月に雑誌『太陽』第4巻第1号に載せた論文「同人種同盟附支那問題の研究の必要」で「最後の運命は黄色人種と白色人種の競争にして此競争の下には支那人も日本人も共に白色人種の仇敵として認められる位地に立たむ」と日本と中国は同文同種と主張して同年に同文会を設立したが、同文会は、アジア主義の祖たる興亜会やアジア主義の巨頭犬養毅の東亜会、さらに東邦協会と善隣協会の一部などを吸収して東亜同文会となり篤麿は同会の会長に就任する。かくて民間諸団体を糾合し国家主義、アジア主義大同団結運動を企み、康有為との会談ではアジア・モンロー主義を主張した。
東亜同文会はアジア主義的色彩の強い立場に立脚し、中国・朝鮮の保護と日本の権益保護のため、外務省・軍部と密接に提携しながら、明治33年（1900年）に南京同文書院（後の東亜同文書院、その後身愛知大学）を設立するなど対中政治・文化活動の推進を図っていく。また、清朝内で強い権力を持つ地方長官劉坤一（両江総督）や張之洞（湖広総督）などにも独自に接近、日清の連携をもちかけた。
そうした中で明治33年（1900年）6月、中国華北や満州（現在の中国東北部）を中心に義和団の乱が勃発、これに乗じたロシアが満州を占領下に置いた。篤麿は伊藤博文ら政府高官にロシアに対して開戦を辞さない強硬な姿勢を取るよう持ちかけたが、対ロシア融和派の伊藤は応じず戦争回避に動いていたため、篤麿は犬養・頭山満・陸羯南・中江兆民ら同志を糾合して9月に国民同盟会を結成して対ロシア主戦論を唱え、ロシアとの開戦に踏み切らない日本政府を批判した。
さらに長岡護美に書簡を託し、満州を列国に開放することで領土の保全を図るよう、劉坤一や張之洞に働きかけた。張が特にこれに大きく触発され、劉とともにこの篤麿の案（根津一などがゴーストライターとして考えられるが）を清の中央に上奏し、採用を求めている。当時は却下されたものの、満州開放案はその後袁世凱も採用し、日露戦争後にはむしろ権益独占を図る日本に対する障害となった。また、明治36年（1903年）には玄洋社の頭山と平岡浩太郎や黒龍会の内田良平も名を連ねる対露同志会を結成。貴族院議長を辞任、枢密顧問官に任命された。戸水寛人らの七博士意見書にも関与していた。
小川平吉と頭山らが篤麿を首班とする内閣を作らんとする最中、明治37年（1904年）1月2日に死去。享年42（満40歳）。中国渡航時に感染した伝染病アクチノミコーゼ（放線菌症）が原因であった。6日葬送に付き、前日に勅使として侍従子爵北条氏恭が差遣され、幣帛と祭粢料5千円を下賜された。近衛家の菩提寺である大徳寺（京都市北区）に葬られた。
篤麿の死の2か月後に彼の希望通り日露戦争が発生することになる。死後、多額の借財が残されたが、頭山や五百木良三ら国民同盟会のメンバーが債権者を退散させたという。

## 栄典
- 明治10年（1877年）1月20日 - 従五位[16]
- 明治17年（1884年）7月7日 - 公爵[19]
- 明治18年（1885年）4月1日 - 従四位[16]
- 明治22年（1889年）6月26日 - 正四位[16]
- 明治26年（1893年）6月16日 - 従三位[16]
- 明治30年（1897年）7月2日 - 正三位[16]
- 明治34年（1901年）6月21日 - 従二位[16]
- 明治36年（1903年）
  - 6月26日 - 勲三等瑞宝章[16]
  - 12月28日 - 従一位勲二等旭日重光章[16][20]

外国勲章佩用允許
- 明治33年（1900年）5月21日 - ロシア帝国：神聖アンナ第一等勲章[16][21]
- 明治36年（1903年）3月9日 - 大清帝国：頭等第三双竜宝星[22]

## 家族・親族
- 父：近衛忠房
- 母：島津光子 - 島津斉彬の養女、島津久長の娘
- 養父：近衛忠熈
- 先妻：衍子（さわこ、前田慶寧五女、1869年 - 1891年）
  - 長男：文麿（ふみまろ、貴族院議長、内閣総理大臣、公爵）
- 継妻：貞子（もとこ、前田慶寧六女、1871年 - 1945年）
  - 長女：武子（たけこ、公爵大山柏夫人）
  - 次男：秀麿（ひでまろ、音楽家、貴族院議員、子爵）
  - 三男：直麿（なおまろ、雅楽演奏家・研究者）
  - 四男：忠麿（ただまろ、水谷川家継嗣、春日大社宮司、貴族院議員、男爵）

## 系譜

### 近衛家
近衛家は、藤原忠通の子である近衛基実を始祖とし、五摂家の一つであった。

### 皇室との関係
後陽成天皇の男系11世子孫である。後陽成天皇の第四皇子で近衛家を継いだ近衛信尋の男系後裔。

詳細は皇別摂家#系図も参照のこと。

## 著作
- 『蛍雪余聞』 水谷川忠麿編、陽明文庫〈陽明叢刊〉、1939年12月（全3巻）
  - 『蛍雪余聞 上』陽明文庫〈陽明叢刊 第1輯〉、1941年。
  - 『蛍雪余聞 中』陽明文庫〈陽明叢刊 第1輯〉、1941年。
  - 『蛍雪余聞 下』陽明文庫〈陽明叢刊 第1輯〉、1941年。
- 『近衛篤麿日記』 近衛篤麿日記刊行会編、鹿島研究所出版会、1968年-1969年（1-5巻、別巻）
  - 『近衛篤麿日記 第1巻』鹿島研究所出版会、1968年。
  - 『近衛篤麿日記 第4巻』鹿島研究所出版会、1968年。
  - 『近衛篤麿日記 第4巻』鹿島研究所出版会、1968年。
  - 『近衛篤麿日記 第4巻』鹿島研究所出版会、1968年。
  - 『近衛篤麿日記 第5巻』鹿島研究所出版会、1969年。
  - 『近衛篤麿日記 別巻』鹿島研究所出版会、1969年。
- 『北海道私見』赤石定蔵、1902年10月。
  - 『北海道私見』（橘文七 校註）北海道文化資料保存協會、1950年3月。

## 関連文献
- 霞山会編輯 『近衛霞山公』 霞山会、1924年6月
- 『支那』第25巻第2・3号（近衛霞山公記念誌）、東亜同文会業務部、1934年2月
- 近衛篤麿日記刊行会編 『近衛篤麿日記 別巻 近衛篤麿日記付属文書』 鹿島研究所出版会、1969年
- 坂井雄吉 「近衛篤麿と明治30年代の対外硬派 : 「近衛篤麿日記」によせて」（『国家学会雑誌』第83巻第3・4号、1970年8月、NAID 40001394171）
- 酒田正敏著 『近代日本における対外硬運動の研究』 東京大学出版会、1978年3月
- 栗田尚弥著 『上海東亜同文書院 : 日中を架けんとした男たち』 新人物往来社、1993年12月、ISBN 4404020775